# 1998 UN20
1998 UN20 är en asteroid i huvudbältet som upptäcktes den 23 oktober 1998 av den kroatiska astronomen Korado Korlević vid Višnjan-observatoriet.